# Bristol City Women's Football Club 2023-2024
Questa voce raccoglie le informazioni riguardanti il Bristol City Women's Football Club nelle competizioni ufficiali della stagione 2023-2024.

## Stagione
La stagione 2023-24 ha segnato il ritorno del Bristol City nella Women's Super League, massima serie del campionato inglese, dopo due anni in Women's Championship. Il 19 settembre 2023 era stato annunciato che Megan Connolly, arrivata in squadra a inizio stagione, avrebbe vestito la fascia di capitano. Il campionato di Women's Super League è stato concluso al dodicesimo ed ultimo posto con 6 punti conquistati in 22 giornate, frutto di una sola vittoria, 3 pareggi e 18 sconfitte, retrocedendo in seconda serie. La retrocessione era arrivata il 28 aprile dopo una sconfitta casalinga contro il Manchester City e con due giornate d'anticipo sulla fine del campionato. Nonostante la squadra abbia perso tutte le partite giocate in casa all'Ashton Gate Stadium di Bristol, sono state registrate due affluenze elevate in campionato e la quinta media di presenze allo stadio del torneo: 14 138 spettatori il 26 novembre 2023 in occasione dell'ottava giornata contro il Manchester United e 8 749 spettatori il 28 aprile 2024 proprio nella giornata che ha sancito la retrocessione.
In Women's FA Cup la squadra è stata eliminata subito al quarto turno, dopo la sconfitta contro il Liverpool. In Women's FA League Cup la squadra è stata eliminata al termine della fase a gruppi, dopo aver concluso il gruppo D al quarto posto con due pareggi e due sconfitte.

## Maglie e sponsor
Le tenute di gioco solo le stesse adottate dal Bristol City maschile: la divisa casalinga era stata annunciata il 24 febbraio 2023, la terza divisa il 13 marzo successivo, mentre la seconda divisa venne resa pubblica il 14 settembre.
| Casa | Trasferta | Terza divisa |

## Rosa
Rosa e numeri di maglia come da sito societario.
| N. |                             | Ruolo | Calciatrice               |
| -- | --------------------------- | ----- | ------------------------- |
| 1  | Inghilterra (bandiera)      | P     | Fran Bentley              |
| 2  | Galles (bandiera)           | D     | Ella Powell               |
| 3  | Danimarca (bandiera)        | D     | Sille Struck              |
| 4  | Inghilterra (bandiera)      | D     | Naomi Layzell             |
| 5  | Inghilterra (bandiera)      | D     | Brooke Aspin              |
| 6  | Irlanda (bandiera)          | C     | Megan Connolly (capitano) |
| 7  | Scozia (bandiera)           | A     | Abi Harrison              |
| 8  | Inghilterra (bandiera)      | C     | Amy Rodgers               |
| 9  | Giamaica (bandiera)         | A     | Shania Hayles             |
| 10 | Irlanda del Nord (bandiera) | C     | Rachel Furness            |
| 11 | Scozia (bandiera)           | D     | Jamie-Lee Napier          |
| 12 | Irlanda (bandiera)          | D     | Chloe Mustaki             |
| 13 | Galles (bandiera)           | P     | Olivia Clark              |
| 15 | Inghilterra (bandiera)      | C     | Jasmine Bull              |
| 16 | Inghilterra (bandiera)      | C     | Emily Syme                |
| 17 | Danimarca (bandiera)        | A     | Amalie Thestrup           |

| N. |                        | Ruolo | Calciatrice       |
| -- | ---------------------- | ----- | ----------------- |
| 18 | Canada (bandiera)      | C     | Sarah Stratigakis |
| 19 | Inghilterra (bandiera) | D     | Jess Simpson      |
| 21 | Stati Uniti (bandiera) | P     | Kaylan Marckese   |
| 22 | Scozia (bandiera)      | C     | Lisa Evans        |
| 23 | Galles (bandiera)      | A     | Carrie Jones      |
| 24 | Galles (bandiera)      | A     | Ffion Morgan      |
| 25 | Inghilterra (bandiera) | P     | Erin Foley        |
| 27 | Inghilterra (bandiera) | A     | Jessica Wooley    |
| 28 | Inghilterra (bandiera) | A     | Tianna Teisar     |
| 29 | Inghilterra (bandiera) | D     | Mari Ward         |
| 30 | Stati Uniti (bandiera) | P     | Shae Yáñez        |
| 36 | Inghilterra (bandiera) | C     | Fearne Slocombe   |
| 38 | Galles (bandiera)      | C     | Manon Pearce      |
| 39 | Inghilterra (bandiera) | A     | Maya Kendall      |
| 41 | Norvegia (bandiera)    | P     | Benedicte Håland  |
| 44 | Giamaica (bandiera)    | D     | Satara Murray     |

## Calciomercato

### Sessione estiva
| Acquisti | Acquisti         | Acquisti              | Acquisti |
| R.       | Nome             | da                    | Modalità |
| -------- | ---------------- | --------------------- | -------- |
| P        | Kaylan Marckese  | Arsenal               | prestito |
| D        | Brooke Aspin     | Chelsea               | prestito |
| D        | Satara Murray    | Racing Louisville     | [ 19 ]   |
| D        | Jamie-Lee Napier | London City Lionesses | [ 20 ]   |
| D        | Jess Simpson     | Manchester United     | prestito |
| D        | Sille Struck     | Levante Las Planas    | [ 22 ]   |
| C        | Megan Connolly   | Brighton & Hove       | [ 23 ]   |
| C        | Amy Rodgers      | London City Lionesses | [ 24 ]   |
| A        | Carrie Jones     | Manchester United     | [ 25 ]   |
| A        | Amalie Thestrup  | PSV                   | [ 26 ]   |

| Cessioni | Cessioni        | Cessioni              | Cessioni |
| R.       | Nome            | a                     | Modalità |
| -------- | --------------- | --------------------- | -------- |
| P        | Olivia Clark    | Watford               | prestito |
| D        | Brooke Aspin    | Chelsea               | [ 18 ]   |
| D        | Vicky Bruce     | West. Sydney W.       | [ 28 ]   |
| D        | Lia Cataldo     | Crystal Palace        | [ 29 ]   |
| D        | Jodie Hutton    | Sheffield Utd         | [ 29 ]   |
| D        | Maddi Wilde     | London City Lionesses | prestito |
| C        | Elysia Boddy    | Newcastle United      | [ 31 ]   |
| C        | Chloe Bull      | Swansea City          | [ 29 ]   |
| C        | Aimee Palmer    | Leicester City        | [ 29 ]   |
| A        | Lily Greenslade | Rugby Borough         | [ 29 ]   |

### Operazioni esterne alle sessioni di mercato
| Acquisti | Acquisti         | Acquisti  | Acquisti      |
| R.       | Nome             | da        | Modalità      |
| -------- | ---------------- | --------- | ------------- |
| P        | Olivia Clark     | Watford   | fine prestito |
| P        | Benedicte Håland | Hibernian | [ 33 ]        |

| Cessioni | Cessioni     | Cessioni          | Cessioni      |
| R.       | Nome         | a                 | Modalità      |
| -------- | ------------ | ----------------- | ------------- |
| D        | Jess Simpson | Manchester United | fine prestito |

### Sessione invernale
| Acquisti | Acquisti          | Acquisti       | Acquisti |
| R.       | Nome              | da             | Modalità |
| -------- | ----------------- | -------------- | -------- |
| P        | Shae Yáñez        | San Diego Wave | [ 35 ]   |
| C        | Lisa Evans        | West Ham       | [ 36 ]   |
| C        | Sarah Stratigakis | Vittsjö GIK    | [ 37 ]   |

| Cessioni | Cessioni         | Cessioni     | Cessioni      |
| R.       | Nome             | a            | Modalità      |
| -------- | ---------------- | ------------ | ------------- |
| P        | Benedicte Håland | Southampton  | [ 38 ]        |
| P        | Kaylan Marckese  | Arsenal      | fine prestito |
| A        | Tianna Teisar    | Cardiff City | prestito      |
| A        | Jesse Woolley    | Reading      | prestito      |

## Risultati

### Women's Super League

#### Girone di andata
| Arbitro: | Simms |

|                               |           |                                                    |
| Jones 33’ Thestrup 85’ (rig.) | Marcatori | 45+2’ Palmer 49’ O'Brien 52’ Petermann 83’ Rantala |

| Arbitro: | Impey |

|                                       |           |                     |
| Ahtinen 31’ Thomas 35’ Summanen 45+4’ | Marcatori | 64’ (rig.) Thestrup |

| Arbitro: | Fullicks |

|                                                |           |  |
| Roord 9’, 45+2’ Aleixandri 33’ Shaw 38’, 45+6’ | Marcatori |  |

| Arbitro: | Soneye |

|             |           |                |
| Furness 16’ | Marcatori | 7’, 59’ McCabe |

| Arbitro: | Dowle |

|                              |           |                                   |
| Asseyi 27’ (rig.) Ueki 45+3’ | Marcatori | 32’ Thestrup 37’ Powell 55’ Aspin |

| Arbitro: | Burgin |

|  |           |                                |
|  | Marcatori | 77’ (aut.) Connolly 86’ Salmon |

| Arbitro: | Soneye |

|                          |           |                            |
| Piemonte 5’ Finnigan 57’ | Marcatori | 45+1’ Rodgers 82’ Thestrup |

| Arbitro: | Fullicks |

|  |           |                         |
|  | Marcatori | 50’ Miyazawa 55’ Parris |

| Arbitro: | Fullicks |

|          |           |              |
| Haug 57’ | Marcatori | 50’ Thestrup |

| Arbitro: | Fearn |

|  |           |                                 |
|  | Marcatori | 17’ James 34’ Cuthbert 59’ Kerr |

| Arbitro: | Benn |

|                                 |           |                        |
| Terland 31’, 90+5’ Robinson 57’ | Marcatori | 55’ Harrison 83’ Jones |

#### Girone di ritorno
| Arbitro: | Impey |

|              |           |                        |
| Thestrup 48’ | Marcatori | 13’ Hayashi 55’ Asseyi |

| Arbitro: | Pearson |

|                    |           |                        |
| Nobbs 13’ Leon 60’ | Marcatori | 15’ Thestrup 75’ Jones |

| Arbitro: | Pearson |

|                                                             |           |                         |
| Momiki 33’ Takarada 45+1’ Cayman 54’ Rantala 76’ Draper 89’ | Marcatori | 20’ Morgan 49’ Thestrup |

| Arbitro: | Soneye |

|                                     |           |                                                                                    |
| Connolly 47’ Aspin 71’ Thestrup 74’ | Marcatori | 20’, 54’ Terland 24’ Bremer 64’ Pinto 89’ Haley 90+2’ (rig.) Losada 90+6’ Robinson |

| Arbitro: | Simms |

|                    |           |  |
| Naalsund 9’, 90+5’ | Marcatori |  |

| Arbitro: | Cross |

|  |           |            |
|  | Marcatori | 2’ England |

| Arbitro: | Benn |

|                                               |           |  |
| Mead 7’, 32’ Powell 34’ (aut.) Russo 59’, 73’ | Marcatori |  |

| Arbitro: | Crpss |

|  |           |              |
|  | Marcatori | 13’ Höbinger |

| Arbitro: | Foster |

|  |           |                                                    |
|  | Marcatori | 62’, 75’ Fowler 77’ (aut.) Rodgers 90+9’ Greenwood |

| Arbitro: | Fullicks |

|                                                                              |           |  |
| Reiten 6’ (rig.), 56’, 70’, 77’ Nüsken 23’ Beever-Jones 52’, 88’ Charles 74’ | Marcatori |  |

| Arbitro: | Lowe |

|  |           |                                                         |
|  | Marcatori | 16’ Snoeijs 23’ S. Holmgaard 48’ Bissell 90+4’ Piemonte |

### Women's FA Cup
| Arbitro: | Benn |

|  |           |            |
|  | Marcatori | 85’ Bonner |

### Women's FA League Cup

#### Fase a gruppi
| Arbitro: | Finnie |

|                                        |                      |                                             |
| Furness 33’                            | Marcatori            | 50’ Lloyd-Smith                             |
| Rodgers Teisar Ward Jones Napier Aspin | Tiri di rigore 3 – 4 | Peake Peplow Purfield Thompson Kraft Morris |

| Arbitro: | Benn |

|                                              |           |            |
| Maanum 27’ Wubben-Moy 36’ Blackstenius 90+5’ | Marcatori | 70’ Struck |

| Arbitro: | Singh Gill |

|                                  |           |  |
| Graham 19’ (rig.) Ayane 29’, 72’ | Marcatori |  |

| Arbitro: | Benn |

|                                              |                      |                                                            |
| Hayles 21’                                   | Marcatori            | 86’ Wellings                                               |
| Rodgers Jones Woolley Hayles Thestrup Napier | Tiri di rigore 4 – 5 | Troelsgaard Nielsen Wade Wellings Primmer Woodham Houssein |

## Statistiche

### Statistiche di squadra
| Competizione          | Punti | In casa | In casa | In casa | In casa | In casa | In casa | In trasferta | In trasferta | In trasferta | In trasferta | In trasferta | In trasferta | Totale | Totale | Totale | Totale | Totale | Totale | DR  |
| Competizione          | Punti | G       | V       | N       | P       | Gf      | Gs      | G            | V            | N            | P            | Gf           | Gs           | G      | V      | N      | P      | Gf     | Gs     | DR  |
| --------------------- | ----- | ------- | ------- | ------- | ------- | ------- | ------- | ------------ | ------------ | ------------ | ------------ | ------------ | ------------ | ------ | ------ | ------ | ------ | ------ | ------ | --- |
| Women's Super League  | 6     | 11      | 0       | 0       | 11      | 7       | 32      | 11           | 1            | 3            | 7            | 13           | 38           | 22     | 1      | 3      | 18     | 20     | 70     | -50 |
| Women's FA Cup        | -     | 1       | 0       | 0       | 1       | 0       | 1       | 0            | 0            | 0            | 0            | 0            | 0            | 1      | 0      | 0      | 1      | 0      | 1      | -1  |
| Women's FA League Cup | -     | 2       | 0       | 2       | 0       | 2       | 2       | 2            | 0            | 0            | 2            | 1            | 6            | 4      | 0      | 2      | 2      | 3      | 8      | -5  |
| Totale                | -     | 14      | 0       | 2       | 12      | 9       | 35      | 13           | 1            | 3            | 9            | 14           | 44           | 27     | 1      | 5      | 21     | 23     | 79     | -56 |

### Andamento in campionato
| Giornata  | 1  | 2  | 3  | 4  | 5  | 6  | 7  | 8  | 9  | 10 | 11 | 12 | 13 | 14 | 15 | 16 | 17 | 18 | 19 | 20 | 21 | 22 |
| --------- | -- | -- | -- | -- | -- | -- | -- | -- | -- | -- | -- | -- | -- | -- | -- | -- | -- | -- | -- | -- | -- | -- |
| Luogo     | C  | T  | T  | C  | T  | C  | T  | C  | T  | C  | T  | C  | T  | T  | C  | T  | C  | T  | C  | C  | T  | C  |
| Risultato | P  | P  | P  | P  | V  | P  | N  | P  | N  | P  | P  | P  | N  | P  | P  | P  | P  | P  | P  | P  | P  | P  |
| Posizione | 11 | 12 | 12 | 12 | 11 | 12 | 12 | 12 | 11 | 12 | 12 | 12 | 12 | 12 | 12 | 12 | 12 | 12 | 12 | 12 | 12 | 12 |

Legenda:

Luogo: C = Casa; T = Trasferta. Risultato: V = Vittoria; N = Pareggio; P = Sconfitta.

### Statistiche delle giocatrici
| Giocatore      | Women's Super League | Women's Super League | Women's Super League | Women's Super League | Women's FA Cup | Women's FA Cup | Women's FA Cup | Women's FA Cup | Women's FA League Cup | Women's FA League Cup | Women's FA League Cup | Women's FA League Cup | Totale   | Totale | Totale      | Totale     |
| Giocatore      | Presenze             | Reti                 | Ammonizioni          | Espulsioni           | Presenze       | Reti           | Ammonizioni    | Espulsioni     | Presenze              | Reti                  | Ammonizioni           | Espulsioni            | Presenze | Reti   | Ammonizioni | Espulsioni |
| -------------- | -------------------- | -------------------- | -------------------- | -------------------- | -------------- | -------------- | -------------- | -------------- | --------------------- | --------------------- | --------------------- | --------------------- | -------- | ------ | ----------- | ---------- |
| B. Aspin       | 17                   | 2                    | 3                    | 0                    | -              | -              | -              | -              | 3                     | 0                     | 1                     | 0                     | 20       | 2      | 4           | 0          |
| F. Bentley     | 5                    | -22                  | 0                    | 0                    | -              | -              | -              | -              | -                     | -                     | -                     | -                     | 5        | -22    | 0           | 0          |
| J. Bull        | 9                    | 0                    | 0                    | 0                    | 0              | 0              | 0              | 0              | 4                     | 0                     | 0                     | 0                     | 13       | 0      | 0           | 0          |
| O. Clark       | 7                    | -19                  | 0                    | 0                    | -              | -              | -              | -              | 1                     | -3                    | 0                     | 0                     | 8        | -22    | 0           | 0          |
| M. Connolly    | 22                   | 1                    | 3                    | 0                    | 1              | 0              | 0              | 0              | 2                     | 0                     | 0                     | 0                     | 25       | 1      | 3           | 0          |
| R. Furness     | 10                   | 1                    | 2                    | 0                    | -              | -              | -              | -              | 2                     | 0                     | 0                     | 0                     | 12       | 1      | 2           | 0          |
| B. Håland      | 1                    | 0                    | 0                    | 0                    | -              | -              | -              | -              | 2                     | -4                    | 0                     | 0                     | 3        | -4     | 0           | 0          |
| A. Harrison    | 15                   | 1                    | 3                    | 0                    | 1              | 0              | 0              | 0              | 0                     | 0                     | 0                     | 0                     | 16       | 1      | 3           | 0          |
| S. Hayles      | 15                   | 0                    | 1                    | 0                    | 0              | 0              | 0              | 0              | 4                     | 1                     | 0                     | 0                     | 19       | 1      | 1           | 0          |
| C. Jones       | 18                   | 3                    | 2                    | 0                    | 1              | 0              | 0              | 0              | 4                     | 0                     | 0                     | 0                     | 23       | 3      | 2           | 0          |
| M. Kendall     | 1                    | 0                    | 0                    | 0                    | -              | -              | -              | -              | 2                     | 0                     | 1                     | 0                     | 3        | 0      | 1           | 0          |
| N. Layzell     | 16                   | 0                    | 0                    | 0                    | 1              | 0              | 0              | 0              | 2                     | 0                     | 0                     | 0                     | 19       | 0      | 0           | 0          |
| K. Marckese    | 4                    | -10                  | 0                    | 0                    | -              | -              | -              | -              | 1                     | -1                    | 0                     | 0                     | 5        | -11    | 0           | 0          |
| F. Morgan      | 22                   | 1                    | 0                    | 0                    | 1              | 0              | 0              | 0              | 1                     | 0                     | 0                     | 0                     | 24       | 1      | 0           | 0          |
| S. Murray      | 4                    | 0                    | 1                    | 0                    | -              | -              | -              | -              | 1                     | 0                     | 0                     | 0                     | 5        | 0      | 1           | 0          |
| C. Mustaki     | 6                    | 0                    | 0                    | 0                    | 1              | 0              | 1              | 0              | 4                     | 0                     | 0                     | 0                     | 11       | 0      | 1           | 0          |
| J.L. Napier    | 19                   | 0                    | 6                    | 1                    | 1              | 0              | 0              | 0              | 2                     | 0                     | 0                     | 0                     | 22       | 0      | 6           | 1          |
| M. Pearce      | 0                    | 0                    | 0                    | 0                    | 0              | 0              | 0              | 0              | 2                     | 0                     | 0                     | 0                     | 2        | 0      | 0           | 0          |
| E. Powell      | 20                   | 1                    | 3                    | 0                    | 1              | 0              | 0              | 0              | 1                     | 0                     | 0                     | 0                     | 22       | 1      | 3           | 0          |
| A. Rodgers     | 22                   | 1                    | 3                    | 0                    | 1              | 0              | 0              | 0              | 3                     | 0                     | 0                     | 0                     | 26       | 1      | 3           | 0          |
| J. Simpson     | 1                    | 0                    | 0                    | 0                    | -              | -              | -              | -              | 1                     | 0                     | 0                     | 0                     | 2        | 0      | 0           | 0          |
| F. Slocombe    | 1                    | 0                    | 0                    | 0                    | 0              | 0              | 0              | 0              | -                     | -                     | -                     | -                     | 1        | 0      | 0           | 0          |
| S. Stratigakis | 6                    | 0                    | 0                    | 0                    | -              | -              | -              | -              | -                     | -                     | -                     | -                     | 6        | 0      | 0           | 0          |
| S. Struck      | 9                    | 0                    | 0                    | 0                    | 0              | 0              | 0              | 0              | 4                     | 1                     | 0                     | 0                     | 13       | 1      | 0           | 0          |
| E. Syme        | 22                   | 0                    | 0                    | 0                    | 1              | 0              | 0              | 0              | 4                     | 0                     | 0                     | 0                     | 27       | 0      | 0           | 0          |
| T. Teisar      | 0                    | 0                    | 0                    | 0                    | 0              | 0              | 0              | 0              | 4                     | 0                     | 0                     | 0                     | 4        | 0      | 0           | 0          |
| A. Thestrup    | 22                   | 9                    | 1                    | 0                    | 1              | 0              | 0              | 0              | 3                     | 0                     | 0                     | 0                     | 26       | 9      | 1           | 0          |
| M. Ward        | 21                   | 0                    | 1                    | 0                    | 1              | 0              | 0              | 0              | 4                     | 1                     | 0                     | 0                     | 26       | 1      | 1           | 0          |
| J. Wooley      | 1                    | 0                    | 0                    | 0                    | -              | -              | -              | -              | 3                     | 0                     | 0                     | 0                     | 4        | 0      | 0           | 0          |
| S. Yáñez       | 7                    | -19                  | 1                    | 0                    | 1              | -1             | 0              | 0              | -                     | -                     | -                     | -                     | 8        | -20    | 1           | 0          |